# Dobsonia praedatrix
Dobsonia praedatrix — вид рукокрилих, родини Криланових.

## Середовище проживання
Країни поширення: Папуа Нова Гвінея. Зустрічається, від рівня моря до 300 м над рівнем моря. Цей вид зустрічається в низинних первинних та вторинних вологих тропічних лісах, плантаціях і сільських садах.

## Стиль життя
Як правило, лаштує сідала невеликими групами, або, одинаками, в листі, іноді у печерах.

## Загрози та охорона
Перетворення рівнинних лісів на плантації олійних пальм є основною загрозою. Дещо під загрозою вирубки лісу для торгівлі деревиною, терпимий доти, поки нема повної конверсія (якщо невеликі ділянки лісу зберігаються в процесі очищення). Не відомо, чи вид присутній в будь-яких природоохоронних територіях.